# Aaron Reckers
Aaron Reckers (* 13. Februar 1989 in Bissendorf) ist ein deutscher Eishockeyspieler.

## Werdegang
Der Verteidiger Aaron Reckers stammt aus Bissendorf im Landkreis Osnabrück und zog später mit seiner Familie nach Bielefeld. Dort begann er im Alter von sechs Jahren seine Karriere beim SV Brackwede. Später war er bei der Eishockey Jugend Kassel und dem Nachwuchsbereich des Iserlohner EC aktiv. In der Saison 2005/06 machte er seine ersten Spiele im Seniorenlager für die Amateurmannschaft des Iserlohner EC, mit denen er am Saisonende in die Regionalliga West aufstieg.
Zur Saison 2008/09 wechselte Reckers zum Oberligisten Saale Bulls Halle, ehe er ein Jahr später zum Regionalligisten Rostock Piranhas wechselte. Mit den Rostockern wurde er im Jahre 2010 Meister der Regionalliga Nord. Reckers wechselte daraufhin zum Oberligisten EHF Passau Black Hawks, für die er rund eineinhalb Jahre aktiv war. Während der Saison 2011/12 ging Aaron Reckers dann zum Zweitligisten Dresdner Eislöwen. Für die Dresdner absolvierte er 38 Zweitligaspiele und erzielte ein Tor.
Während der Saison 2012/13 wurde Reckers an die Oberligisten Wild Boys Chemnitz verliehen, bevor er zum Rote Teufel Bad Nauheim wechselte. Mit den Nauheimern wurde Reckers Meister der Oberliga und stieg in die DEL2 auf. Reckers wechselte daraufhin zum Oberligisten Hammer Eisbären und ging 2014 zu den Hannover Indians, mit denen er Vizemeister der Oberliga Nord wurde. Im Sommer 2015 wechselte Reckers dann für zwei Jahre zum Herner EV, mit denen er 2017 Meister der Oberliga Nord wurde.
Zur Saison 2017/18 wechselte Aaron Reckers zum Regionalligisten Herforder EV. Mit den Ostwestfalen wurde Reckers in den Spielzeiten 2017/18 und 2018/19 jeweils Meister der Regionalliga West. In beiden Fällen verzichteten die Herforder allerdings auf den möglichen Aufstieg. Zur Saison 2019/20 kehrte Reckers zu den Hammer Eisbären zurück.

## Erfolge
- Meister der Oberliga: 2013, 2017
- Meister der Regionalliga Nord: 2010
- Meister Regionalliga West: 2018, 2019